# Девица (Семилукский район)
Деви́ца (ранее Смердячая Девица, Каменная Девица) — село в Семилукском районе, Воронежской области.
Административный центр Девицкого сельского поселения.

## География
Село Девица расположено по берегам реки Девица в 6 км от её впадения в р. Дон, в 12 км от города Воронежа.
Находится на реке. Эта река упоминается в Книге Большому чертежу как "Девица Смердячая": "А ниже Ведоги 3 версты, пала в Дон речка Девица Смердячая, от Воронежа 7 верст, а вытекла от верху речки Убли; а Убля пала в реку в Оскол, против города Оскола; Оскол от Ливен 130 верст, а до Воронежа тоже."

## История
На протяжении своей истории село больше известно под названием Смердячая Девица, которое её правом берегу, почти у места впадения в реку Дон. Ныне на этом месте расположено село Старое (Старая Девица). Впервые село упоминается в «Дозорной книге» 1615 года. В ней о Девице говорится, что она поселена на придаточных казачьих землях. Дворы казаков, справлявших службу в Воронеже, были поставлены на приезд, а в самой Девице жили бобыли, пахавшие казацкую землю. Всего здесь было 3 двора казачьих, 25 бобыльских и 2 пустых. 
В 1676 году здесь насчитывался 141 двор. В 1732 году в Девице (Старой) была построена деревянная Архангельская церковь.
На рубеже ХVIII — XIX веков село было перенесено выше по течению, на современное место. В 1830 году здесь была выстроена церковь Михаила Архангела.
Архитектурным памятником, имеющим федеральное значение, является церковь Михаила Архангела.Согласно историческим летописям, она была заложена в 1823г. казаками -бобылями.Трехпрестольный величественный храм,строительство которого было завершено в 1830 году.Главный престол был освящен в честь святого Архангела Михаила,левый предел освящен в честь Пресвятой Троицы,правый - в честь святых мучениц Веры ,Надежды и матери их Софии.
Историк Д. Самбикин писал:

«Церковь Михаила Архангела в селе Девица Воронежского уезда. С приделом Святой мученицы Софии (в ряду с главным престолом). Каменная с колокольней. До этого была церковь, построенная в 1732 г. и при ней был поп Савва. Через село протекает р. Девица, и во время весеннего разлива реки сообщение с церковью прекращается».

Выписка из справочника "IX. Воронежская губерния. Список населенных мест по сведениям 1859 года"
№	295
Название: Смердячая Девица (Девица, Каменная Девица)
Тип: село каз.
Положение:	при рч. Девице
Уезд и Стан:	Воронежский уезд / 4
Местность:	На Нижнедевицком тракте
От уезд. города: 17
От станов. кварт.:	17
Дворов	399
Мужчин	1816
Женщин	2030
Церкви и молитвенные здания; учебные и благотворительные заведения; почтовые станции; ярмарки, базары, пристани; фабрики и заводы и т. п.: Церковь православная.
В 1893 Девица (Д. Смердячая и Д. Каменная тож) — село Воронежской губернии и уезда, на реке Девице, в 17 вер. от Воронежа. Жителей 6765, дворов 808. Школы земская и церковноприходская. Жители, великороссияне, исстари занимаются изготовлением мельничных жерновов из камня, добываемого близ села. Эти каменоломни открыты при Петре I, пользовавшемся ими для сооружений на реке Воронеж.

В 1900г. в селе насчитывалось 6213 жителей, 857 дворов, 5 общественных зданий, школа, 10 ветряных и 1 водяная мельница, 4 рушки, 4 кузницы, 6 мелочных, винная, пивная, 3 чайных лавки и 2 трактира.
В 1906 г. в селе уже действовало кредитное товарищество, работали две начальные школы. В окрестностях села велись разработки мела и огнеупорных глин. Смердячая Девица и только после революции 1917 года были переименованы в Девицу. Советская власть здесь установилась весной 1918 года. 
В 1926 году в Девице 1494 двора и 7607 жителей. Работало 2 школы 1 ступени с 9 учителями .Действовал постоянный медпункт при больнице на 20 коек. В 1930 году был создан колхоз им.Октябрьской революции.
Во время Великой Отечественной войны с. Девица (с июня 1942 г.) находилось в оккупации(206 дней). В селе были дислоцированы прифронтовые службы противника, в т.ч. отделение тайной полевой полиции. При селе был оборудован лагерь для военнопленных. Освобождение села от оккупантов произошло в конце января 1943г. в ходе Воронежско-Касторненской операции советских войск. Советские воины, павшие при освобождении села, похоронены в братской могиле близ автотрассы Воронеж - Курск. Мемориал павшим в Великой Отечественной войне расположен напротив церкви Михаила Архангела. Первоначально здесь были захоронены 45 бойцов и 3 командира 8-й артиллерийской бригады и 121 стрелковой дивизии 60-й армии, погибшие при освобождении села в январе 1943г. Полного списка погибших нет. Известно, что их было 48 человек, из них - три офицера. На их могиле в 1947г. был установлен временный обелиск, а в 1974 Воронежским Художественным фондом был создан скульптурный памятник.
Уроженцем села является поэт Владимир Застрожный (1924—1994).

## Население
| 1859  | 1897  | 1959  | 1979  | 2002  | 2010  | 2012  |
| ----- | ----- | ----- | ----- | ----- | ----- | ----- |
| 3846  | ↗5902 | ↘5663 | ↘4833 | ↘4451 | ↗4562 | ↗5264 |
| 2013  | 2014  | 2015  | 2017  | 2021  |       |       |
| ↗5402 | ↗5454 | ↗5656 | ↗5780 | ↘5219 |       |       |

## Транспорт
Через село проходит автомобильная дорога федерального значения А144. Автобусным сообщением село связано с населёнными пунктами Воронеж, Семилуки, Стрелица, Бахчеево, Орлов Лог.!!!

## Достопримечательности
- Памятник погибшим воинам в Великой Отечественной войне.
- Михайло-Архангельский храм[16].

## Культура
Есть в Девице школа и новый современный детский сад, детская школа искусств, библиотека, Дом культуры, работают фельдшерско-акушерский пункт и отделение почты, а так же 11 мостов, из которых 5 подвесных. Самый известный растянулся почти на 300 метров — он соединяет улицы Орджоникидзе и Луговую. Из всех подобных сооружений в Черноземье этот мост считается самым длинным.

## Галерея

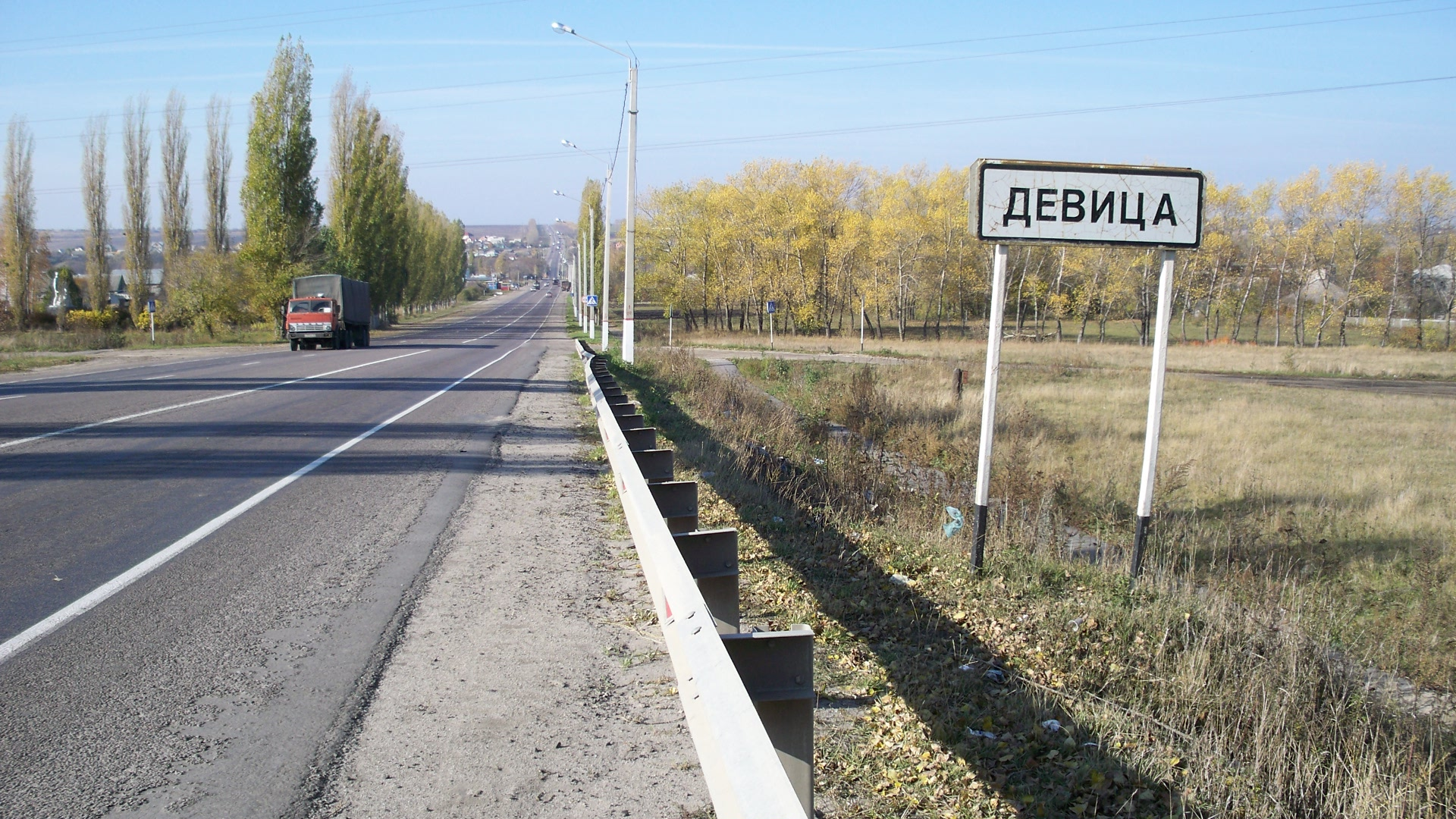
Через село проходит дорога A144
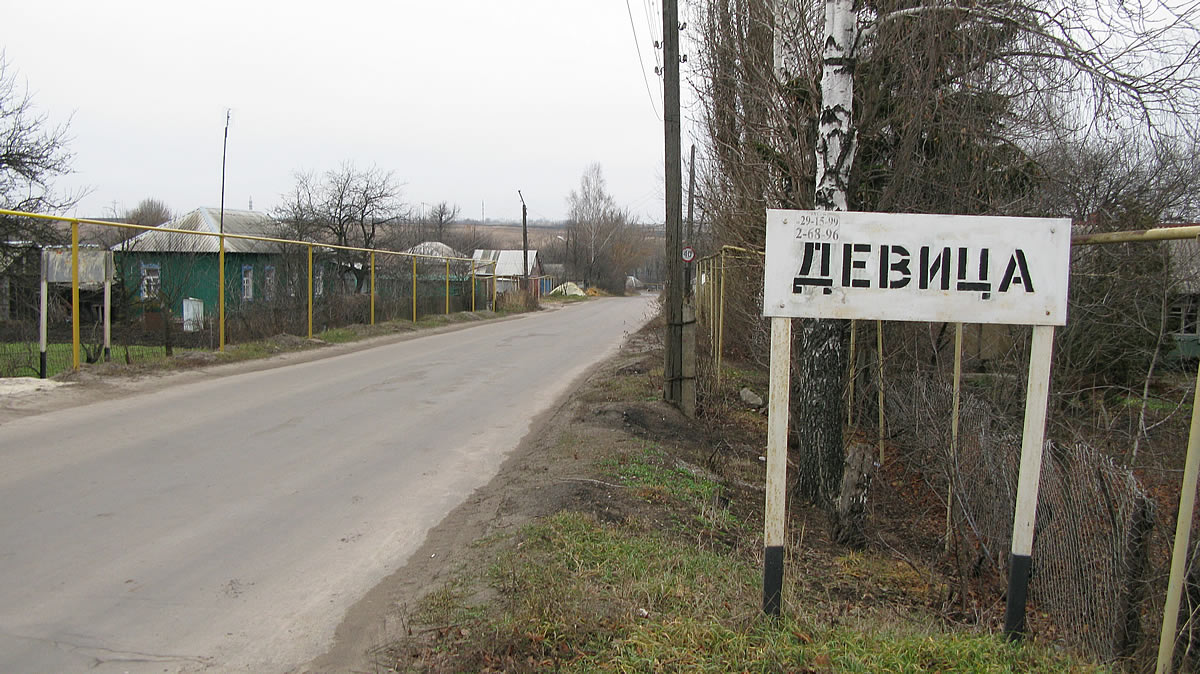
Въезд в село Девица со стороны г. Семилуки
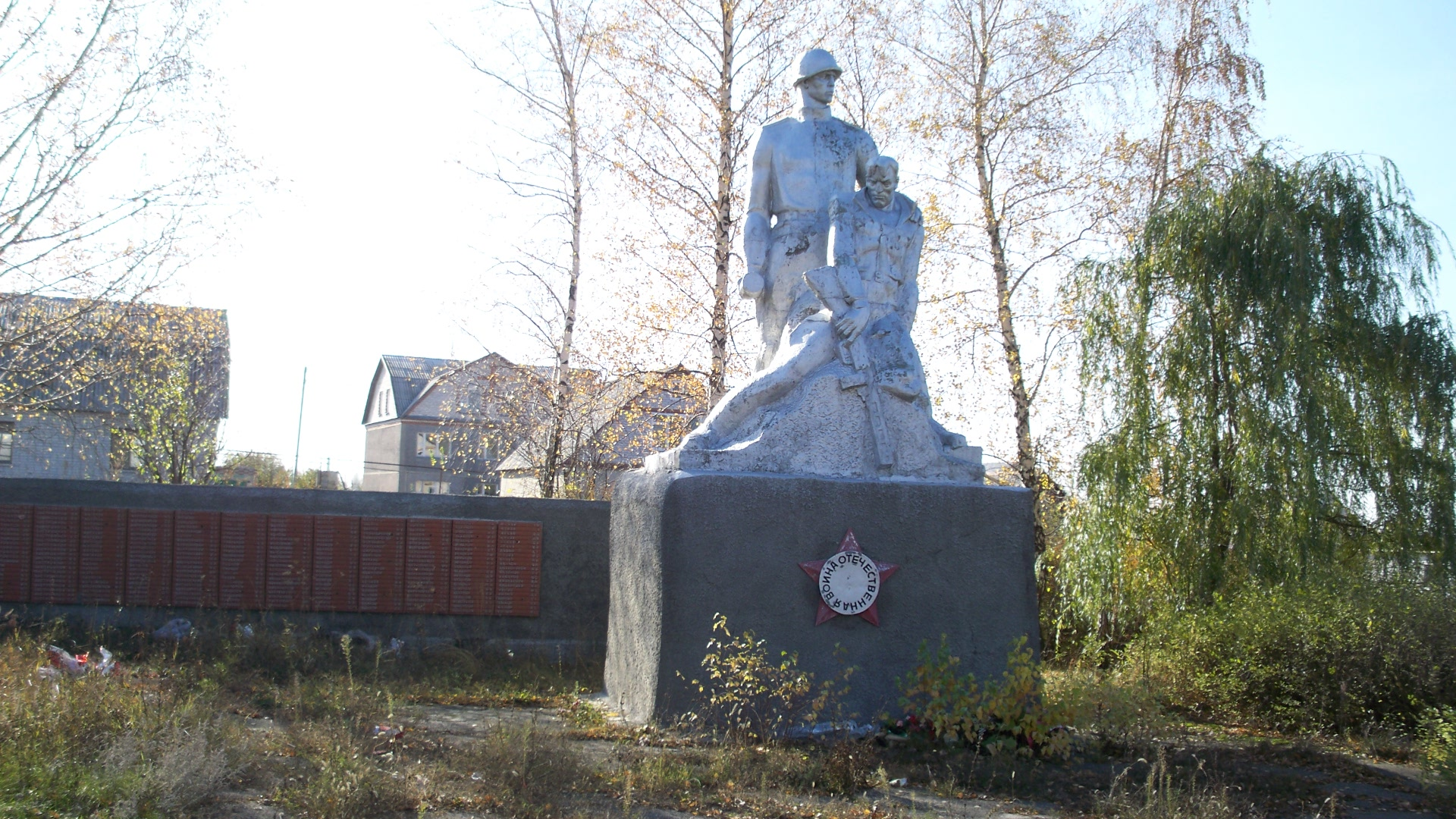
Памятник погибшим воинам в Великой Отечественной войне